# Бенц (Висмар)
Бенц (нем. Benz) — община в Германии, в земле Мекленбург-Передняя Померания.
Входит в состав района Северо-Западный Мекленбург. Подчиняется управлению Нойбург. Население составляет 632 человека (на 31 декабря 2010 года). Занимает площадь 22,58 км².
Коммуна подразделяется на 5 сельских округов.